# Sant Miquel de Forès
Sant Miquel de Forès és una església romànica de Forès (Conca de Barberà) situada al cim del turó on s'assenta el poble. Es troba a un nivell més baix del carrer pel costat de migdia, cosa que fa que per accedir per la porta original calgui baixar unes escales.

## Arquitectura
L'edifici originàriament era d'una sola nau amb absis semicircular a la capçalera, avui desaparegut. Al llarg del segle XIV van construir-se dues capelles de planta quadrada, a banda i banda de la nau, en el tram immediatament anterior al presbiteri, que han configurat una mena de creuer. L'absis primitiu va ser aterrat el segle xix. La volta és de canó apuntat i arrenca d'una imposta que recorre tot el perímetre de la nau. Pel que fa al material constructiu emprat es tracta de carreus de pedra, tallats acuradament i col·locats en el mur a la manera "isodoma". L'església té dues portes d'accés que es coneixen com la del "homes" i la de les "dones". Tot i que aquest fet ha estat explicat per hipòtesis molt suggestives cal remarcar que no són contemporànies. Ambdues portes s'obren en el mur sud. La més propera al presbiteri és del segle xiv, l'altra correspon al primer moment d'obra. Aquesta darrera mostra ornamentació amb arquivoltes en gradació que arrenquen de tres capitells a cada banda. amb imposta decorada amb doble ziga-zaga. El timpà presenta decoració incisa molt erosionada. L'altra és molt senzilla, d'arc de mig punt i adovellada amb un bordó extern a manera de guardapols que és l'únic motiu decorat amb elements geomètrics. El campanar és del segle xiv, d'una reforma tardana

## Història
El Castell de Fores va ser colonitzat a partir dels anys 1053-1058. Possiblement en el lloc va haver-hi una església anterior a l'actual o bé es va bastir aquesta perquè l'altra era castellera. El cert és que apareix documentada per primer cop l'any 1154, data que no es creu que correspongui a aquest edifici. Per les característiques morfològiques més aviat es tracta d'una obra de finals del segle xii. A inicis del segle xiv es va bastir la capella oberta en el mur nord i poc temps després, el 1330, els jurats contractaven l'obra de l'altra. En el contracte va determinar-se que aquesta última fos idèntica a l'anterior. La construcció del campanar que s'aixeca sobre la volta d'aquesta capella del 1330 no és gaire posterior. Van signar-se les capitulacions l'any 1356.
A mitjans del segle xix, va enderrocar-se l'absis primitiu de l'església.